# Крестьянки с хворостом
«Крестьянки с хворостом» — картина французского художника, яркого представителя Барбизонской школы Жана-Франсуа Милле из собрания Государственного Эрмитажа.
На картине изображены две женщины в крестьянской домотканой одежде, идущие по лесной дороге с огромными вязанками хвороста за спиной. Справа внизу подпись: J. F. Millet.
Главный научный сотрудник Отдела западноевропейского изобразительного искусства Государственного Эрмитажа, доктор искусствоведения А. Г. Костеневич в своём очерке французского искусства XIX — начала XX века весьма высоко оценивал картину:

В «Крестьянках с хворостом» в фигурах двух женщин, от сабо до головы, Милле воспроизводит напряжение, сопротивление давящей ноше. И тёмное пятно леса как будто ещё наваливается сверху. Но при всём том напряжение не доводится до той чрезмерности, которая оскорбляла бы глаз и мешала бы созерцать картину. Размеренна, почти торжественная ритмика шагов крестьянок.

Картина написана около 1858 года и вскоре была приобретена графом Н. А. Кушелевым-Безбородко. После смерти владельца картина, как и все произведения из собрания Кушелева-Безбородко, по завещанию была передана в Музей Академии художеств и вошла там в состав особой Кушелевской галереи, в галерейном каталоге 1868 года числилась под названием «Собирание валежника»; в 1922 году была передана в Государственный Эрмитаж.

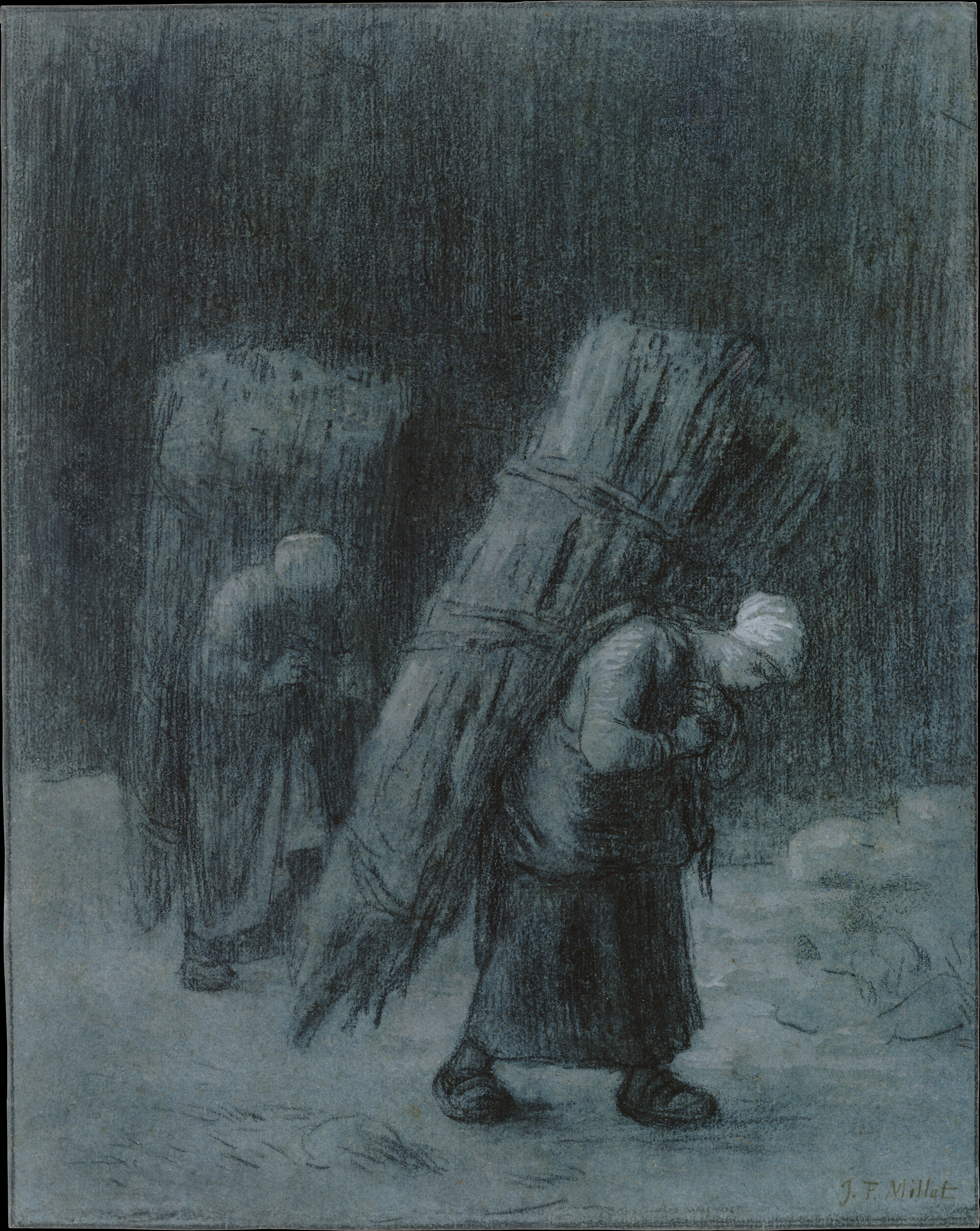
«Женщины с хворостом». Карандаш, гуашь. Метрополитен-музей.

Известен подготовительный рисунок Милле карандашом и гуашью (34,3 × 27,6 см), он датируется 1858 годом и является полностью разработанным эскизом фигур крестьянок. Первоначально рисунок входил в коллекцию Хендрика Виллема Месдага, в марте 1920 года продан в Нью-Йорке некоему Симэну, затем сменив нескольких владельцев, с ноября 1962 года числится в коллекции банкира Роберта Лемана. После смерти Лемана в 1969 году рисунок, вместе с основной частью его коллекции (около 3000 единиц произведений искусства), был передан на хранение в Метрополитен-музей.
В 1869—1874 годах Милле работал над серией картин на сюжет времён года. На картине «Зима» (82 × 100 см) изображены три женские фигуры с вязанками хвороста, одна из которых композиционно очень близка к эрмитажной картине. Эта картина осталась незаконченной и находится в Национальном музее Кардиффа в Великобритании. В 2007 году на аукционе «Сотбис» выставлялся подготовительный рисунок Милле к этой картине (бумага, уголь; 28 × 37,5 см), центральная фигура с этого рисунка в зеркальном отображении повторяет центральную фигуру с эрмитажной картины